# Juledur (rejon kużenierski)
Juledur (ros. Юледур) – wieś (sieło) w Rosji, w Mari El, w rejonie kużenierskim. W 2010 liczyła 513 mieszkańców.